# Eurocross

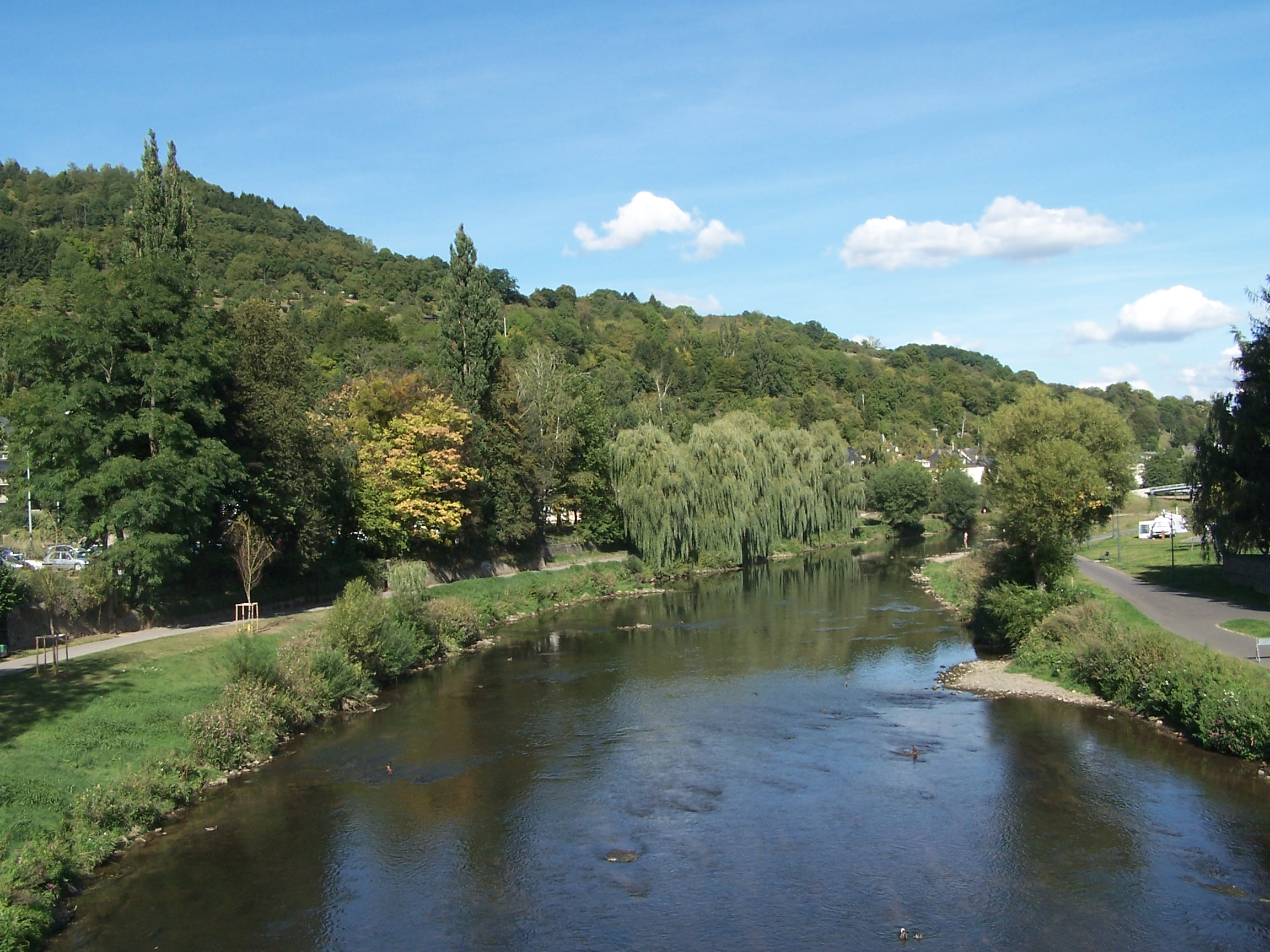
El riu Sauer es troba junt a la cursa de l'Eurocross.

Eurocross és una competició internacional anual camp a través que té lloc a Diekirch, Luxemburg al febrer. És una de les reunions de l'Associació Internacional de Federacions d'Atletisme que serveixen com a esdeveniment classificador per al Campionat del Món de camp a través a través de la IAAF. Està patrocinat pel Grup ING.
Realitzat per primera vegada el 1969, el eurocross està organitzat pel club d'atletisme local (Celtic) i la cursa s'efectua a prop de l'Estadi Municipal a Diekirch. N'hi ha dues grans competències: una cursa de 10,2 quilòmetres per a homes i una cursa de 5,3 quilòmetres per a dones. A més a més d'aquestes competicions principals, hi ha curses de diferents nivells per a la joventut, així com una cursa popular, de masses, per a afeccionats.
La cursa segueix un pendent pronunciat fins a un pujol en un camí de terra escalonat, que després gira novament a costa avall. La cursa té lloc durant un nombre de voltes i canvis amb pujades i baixades que pot fer per a un afeccionat el camp difícil.
Les principals competicions normalment atreuen els atletes de calibre internacional d'Europa i de l'Àfrica. Guanyadors de l'especialitat d'homes inclouen els medallistes Mustafa Mohamed i Carsten Jørgensen, guanyadors del Campionat Mundial de Camp a Través de la IAAF i al també medallista Josephat Machuka del Campionat d'Europa de Camp a Través. Pel que fa a les dones es troba Gabriela Szabo (campiona olímpica i mundial), i Albertina Dias i Dorcus Inzikuru campiona el 1993 del Campionat Mundial de Camp a Través, i campiona del món de cursa d'obstacles. El eurocross normalment concedeix sobre els 12.500 US $ al total de premis anualment.
La cursa de 2010, que va ser la quaranta edició de la competició, es va portar a terme de forma simultània amb els 94a campionats de camp a través nacional de Luxemburg.

## Guanyadors de curses d'alt nivell del passat
Clau       Luxembourg championship race: campionat de Luxemburg 
Nota: La cursa de les dones era més curta que els típics 5,3 quilòmetres entre 1990 i 2005.
| Edició | Any  | Guanyador masculí          | Temps (s:s) | Guayador dona             | Time (s:s) |
| ------ | ---- | -------------------------- | ----------- | ------------------------- | ---------- |
| 1er    | 1969 | Fernand Altmann (LUX)      | ?           | —                         | —          |
| 2nd    | 1970 | Domenico Marini (LUX)      | ?           | —                         | —          |
| —      | 1971 | No celebrat                | —           | —                         | —          |
| 3é     | 1972 | René Kilburg (LUX)         | ?           | —                         | —          |
| 4r     | 1973 | Theo Bock (LUX)            | ?           | —                         | —          |
| —      | 1974 | No celebrat                | —           | —                         | —          |
| 5é     | 1975 | Jean Hoeser (LUX)          | ?           | —                         | —          |
| 6é     | 1976 | Theo Bock (LUX)            | ?           | —                         | —          |
| 7é     | 1977 | Reinhard Leibold (GER)     | ?           | —                         | —          |
| 8é     | 1978 | Reinhard Leibold (GER)     | ?           | —                         | —          |
| 9é     | 1979 | Justin Gloden (LUX)        | ?           | Gabriele Veith (GER)      | ?          |
| 10é    | 1980 | Elie Aubertin (BEL)        | ?           | Sheila Baum (LUX)         | ?          |
| 11é    | 1981 | Pierre Mellina (LUX)       | ?           | ?                         | ?          |
| 12é    | 1982 | Jean-Claude Petit (LUX)    | ?           | Mady Petit-Scholtes (LUX) | ?          |
| 13é    | 1983 | Jean-Claude Petit (LUX)    | ?           | Christine Weis (LUX)      | ?          |
| 14é    | 1984 | Jean-Claude Petit (LUX)    | ?           | ?                         | ?          |
| 15é    | 1985 | Justin Gloden (LUX)        | ?           | ?                         | ?          |
| 16é    | 1986 | Jean-Claude Petit (LUX)    | ?           | Danièle Kaber (LUX)       | ?          |
| 17é    | 1987 | Joel Bruneau (FRA)         | ?           | ?                         | ?          |
| 18é    | 1988 | Herbert Steffny (GER)      | 32:48       | Danièle Kaber (LUX)       | ?          |
| 19é    | 1989 | Martin Grüning (GER)       | ?           | ?                         | ?          |
| 20é    | 1990 | Vincent Rousseau (BEL)     | 31:31       | Uta Pippig (GER)          | 16:55      |
| 21é    | 1991 | Tonnie Dirks (NED)         | ?           | Albertina Dias (POR)      | ?          |
| 22é    | 1992 | Ezequiel Canario (POR)     | 32:33       | Lieve Slegers (BEL)       | 16:59      |
| 23é    | 1993 | James Kariuki (KEN)        | 31:27       | Suzanne Rigg (GBR)        | 16:45      |
| 24é    | 1994 | Tendai Chimusasa (ZIM)     | 30:51       | Catherina McKiernan (IRL) | 15:54      |
| 25é    | 1995 | Dave Lewis (GBR)           | 33:09       | Gabriela Szabo (ROM)      | 16:53      |
| 26é    | 1996 | Tendai Chimusasa (ZIM)     | 31:57       | Colleen De Reuck (RSA)    | 16:16      |
| 27é    | 1997 | Bernard Barmasai (KEN)     | 30:41       | Elena Fidatov (ROM)       | 15:50      |
| 28é    | 1998 | Josephat Machuka (KEN)     | 30:27       | Anita Weyermann (SUI)     | 16:00      |
| 29a    | 1999 | Carsten Jørgensen (DEN)    | 31:50       | Irina Mikitenko (GER)     | 16:40      |
| 30a    | 2000 | Abderrahim Goumri (MAR)    | 30:18       | Irina Mikitenko (GER)     | 16:12      |
| 31é    | 2001 | Abderrahim Goumri (MAR)    | 30:25       | Anja Smolders (BEL)       | 15:56      |
| 32e    | 2002 | Hamid El Mouaziz (MAR)     | 30:52       | Meryem Boussetta (MAR)    | 16:04      |
| 33é    | 2003 | Philemon Kemei (KEN)       | 29:56       | Dorcus Inzikuru (UGA)     | 15:54      |
| 34é    | 2004 | Wilson Chemweno (KEN)      | 30:34       | Bouchra Chaâbi (MAR)      | 15:41      |
| 35é    | 2005 | Sultan Khamis Zaman (QAT)  | 32:06       | Natalie Harvey (GBR)      | 17:09      |
| 36é    | 2006 | Mustafa Mohamed (SWE)      | 30:47       | Susanne Ritter (GER)      | 18:24      |
| 37é    | 2007 | Sultan Khamis Zaman (QAT)  | 32:03       | Veerle Dejaeghere (BEL)   | 18:44      |
| 38é    | 2008 | Joel Kimurer (KEN)         | 29:23       | Veerle Dejaeghere (BEL)   | 17:21      |
| 39é    | 2009 | Wilson Kiprop (KEN)        | 30:27       | Mimi Belete (ETH)         | 18:23      |
| 40é    | 2010 | Onesphore Nkunzimana (BDI) | 27:17       | Mimi Belete (BHR)         | 17:03      |
| 41é    | 2011 | El Hassan El-Abbassi (MAR) | 31:27.1     | Maryam Jamal (BHR)        | 19:03.8    |
| 42e    | 2012 | Japheth Korir (KEN)        | 30:34.1     | Almensh Belete (ETH)      | 18:26      |
| 43é    | 2013 | Albert Rop (KEN)           | 31:11       | Eleni Gebrehiwot (ETH)    | 19:17      |
| 44é    | 2014 | Alex Kibet (KEN)           | 33:03       | Eleni Gebrehiwot (ETH)    | 20:28      |
| 45é    | 2015 | Benedikt Karus (GER)       | 33:39       | Simret Restle (GER)       | 20:07      |